# Архипов, Сергей Николаевич (инженер-вице-адмирал)
Сергей Николаевич Архи́пов (20 августа (2 сентября) 1900, Санкт-Петербург — 11 октября 1958, Москва) — советский учёный-организатор в области радиосвязи и радиолокации, основатель радиотехнической службы в ВМФ СССР. Член Совета по радиолокации при ГКО. Русский; инженер-вице-адмирал (27.1.1951); кандидат технических наук (1940); доцент (1940); в ВМФ с 1920. Член ВКП(б) с 1943 года. Лауреат Сталинской премии (1952).

## Биография
Окончил реальное училище в Петрограде (1917), радиошколу при Службе связи Северного моря (1920), один курс училища командного состава флота (11.1920-3.1921), Военно-морское гидрографическое училище (10.1922-9.1925), класс связи Специальных курсов комсостава ВМС РККА (10.1927-10.1928), отдел связи факультета военно-морского оружия Военно-морской академии им. К. Е. Ворошилова (10.1930—2.1934).
На службе с декабря 1917 года. С апреля 1918 года в Морских силах Республики ученик-сигнальщик Архангельского флотского полуэкипажа. С июня по сентябрь 1918 года сигнальщик гидрографического судна «Таймыр». С сентября 1918 г. по февраль 1920 г. перерыв в службе. В годы Гражданской войны в России вольнонаемный матрос в гидрографической экспедиции Северного Ледовитого океана в период пребывания английских войск в Архангельске. С февраля по ноябрь 1920 г. радист гидрографического судна «Таймыр». Радист службы связи Южного района Кавказского сектора (4—6.1921), старший радист канонерской лодки «Терец» (6—8.1921) Морских сил Черного моря. Краснофлотец 2-го Балтийского флотского экипажа (8—11.1921), старший радист линкора «Марат» (11.1921—10.1922), штурман подводной лодки «Коммунар» (9-11.1925), помощник вахтенного начальника (11.1925—1.1926), старший связист линкора «Марат» (1.1926-10.1927), линкора «Парижская коммуна» (10.1928—5.1930), на котором совершил переход с Балтики в Черное море (22.11.1929—18.1.1930). Флагманский связист штаба дивизии крейсеров (5—10.1930) Морских сил Черного моря. Адъюнкт (2.1934—5.1936), преподаватель (5.1936—7.1939), исполнял должность доцента кафедры радиотехники Военно-морской академии имени К. Е. Ворошилова с июля 1939.
В начале Великой Отечественной войны состоял в прежней должности. 19.7-14.8.1941 находился в распоряжении командующего Морской обороны Ленинграда и Озерного района, флагманский связист походного штаба, участвовал в операции на Ладожском озере по высадке десанта частей бригад морской пехоты на занятые финскими войсками острова. Начальник отдела связи Беломорской военной флотилии (8.1941—5.1942), Северного флота (5.1942—7.1943), первый начальник отдела спецприборов (7.1943—1.1945), отдела (1—4.1945), затем Управления радиолокации ВМФ с апреля 1945.
Из наградного листа: «Архипов стоит во главе относительно новой области боевой техники — радиолокационного дела. Создавая новую организацию, Архипов встретился с рядом значительных трудностей как организационного, так и технического порядка… В области новой техники Архипову удалось организовать получение импортной аппаратуры… сделать первые шаги по внедрению радиолокационной техники на отечественных заводах… Результаты применения новой техники в боевых условиях уже сказались самым положительным образом».
После окончания войны находился в прежней должности до октября 1958, с небольшим перерывом — начальник 5-го отдела (4—9.1953) ВМС. При непосредственном участии Архипова были разработаны современные образцы радиолокационных, гидроакустических и электрооптических станций.
Автор более 30 опубликованных работ по радиосвязи и радиолокации.
Умер 11 октября 1958 года. Похоронен в Москве на Новодевичьем кладбище.

## Воинские звания
Капитан 1 ранга;
Инженер-контр-адмирал — 21.07.1944;
Инженер-вице-адмирал — 27.1.1951.

## Награды
- орден Ленина (1945) [2];
- орден Красного Знамени дважды (1944, 1950) [3];
- орден Нахимова II степени (1945) [4];
- орден Отечественной войны I степени (1943) [5];
- медаль «За оборону Советского Заполярья» (1945)[6];
- медаль «За оборону Ленинграда» (1943)[7];
- медаль «За победу над Германией в Великой Отечественной войне 1941—1945 гг.» (1946)[6];
- медаль «За победу над Японией» (1946)[6];
- медаль «Китайско-Советская дружба»[6];
- и другие медали.
- Сталинская премия третьей степени (1952) — за работу в области техники

## Семья
Жена — Архипова Екатерина Александровна (1900-1965).